# La Loge (Renoir)
La Loge est une huile sur toile peinte par Pierre-Auguste Renoir en 1874, considérée comme l'une de ses œuvres maîtresses. Elle fait partie de la collection de l'Institut Courtauld, la Courtauld Gallery à Londres.

## La composition
Les modèles sont Edmond Renoir, frère cadet d'Auguste, et Nini Lopez (surnommée « tête de poisson ») qui pose pour la première fois pour Renoir.
Edmond utilise ses jumelles d'opéra pour observer l'assistance tandis que Nini Lopez tient les siennes dans la main, son regard légèrement flou comme si elle se savait observée.

## Réception de l’œuvre
La Loge fait partie du premier groupe d'impressionnistes exposé en 1874. Les critiques furent divisés, certains voyant dans la femme un avertissement envers les dangers de l'industrie de la mode, d'autres louèrent son élégance.